# Deposição (política)
Deposição, em termos políticos, diz respeito à remoção de um governante. Pode ser feita pelo golpe de estado, impeachment, cassação, invasão, ou abdicação forçada. O termo também pode se referir a remoção oficial de um clérigo, especialmente de um bispo, de uma posição eclesiástica.

## Políticos notáveis depostos
- Juan Manuel de Rosas (1852)
- Sam Houston (1861)
- José Antonio Páez (1863)
- Mariano Melgarejo (1871)
- Porfirio Díaz (1911)
- Alexander Kerensky (1917)
- Washington Luís (1930)
- Konstantin Päts (1940)
- Antanas Smetona (1940)
- Kārlis Ulmanis (1940)
- Getúlio Vargas (1945)
- Fulgencio Batista (1959)[1]
- Nikita Khrushchev (1964)[2]
- João Goulart (1964)
- Salvador Allende (1973)
- Eric Gairy (1973)
- Richard Nixon (1974)
- Idi Amin (1979)[3]
- Anastasio Somoza Debayle (1979)
- Jean-Claude Duvalier (1986)
- Ferdinand Marcos (1986)[4]
- Habib Bourguiba (1987)
- Alfredo Stroessner (1989)[5]
- Erich Honecker (1989)[6]
- Todor Zhivkov (1989)[7]
- Manuel Noriega (1989)[8]
- Nicolae Ceaușescu (1989)[9]
- Hissène Habré (1990)
- Mengistu Haile Mariam (1991)
- Jean-Bertrand Aristide (1991, 2004)
- Fernando Collor de Mello (1992)[10]
- Carlos Andrés Pérez (1993)
- Nawaz Sharif (1993, 1999)
- Slobodan Milošević (2000)[11]
- Gustavo Noboa (2003)
- Saddam Hussein (2003)
- Charles Ghankay Taylor (2003)[12]
- Lucio Gutiérrez (2005)
- Thaksin Shinawatra (2006)
- Zine El Abidine Ben Ali (2011)[13]
- Hosni Mubarak (2011)[14]
- Muammar Gaddafi (2011)
- Mohamed Morsi (2013)
- Viktor Yanukovych (2014)
- Lutfur Rahman (2015)
- Dilma Rousseff (2016)[15]
- Park Geun-hye (2017)
- Robert Mugabe (2017)
- Abdelaziz Bouteflika (2019)[16]
- Omar al-Bashir (2019)[17]

## Monarcas notáveis depostos
- Ethelred II da Inglaterra (1013)[18]
- Sancho II de Portugal (1248)
- Adolf de Nassau (1298)
- Eduardo II de Inglaterra (1327)
- Ricardo II de Inglaterra (1399)[19]
- Wenceslaus, Rei dos Romanos (1400)
- Henrique VI de Inglaterra (1461)
- Eduardo V de Inglaterra (1483)
- Maria, Rainha dos Escoceses (1567)
- Gwanghaegun de Joseon (1623)
- Filipe III de Portugal (1640)
- James II de Inglaterra (1688)[20]
- Louis XVI da França (1792)
- Napoleão I de França (1815)
- Luís Filipe I de França (1848)
- Bahadur Shah II do Império Mughal (1858)[21]
- Isabel II de Espanha (1868)
- Napoleão III de França (1870)
- Pedro II do Brasil (1889)
- Frederick William Koko Barfi VIII do Nembe (1898)
- Abdulamide II do Império Otomano (1908)[22]
- D. Manuel II de Portugal (1910)
- Aisin-Gioro pu yi, da Dinastia Qing (1911)
- Nicolau II da Rússia (1917)
- Mehmed VI do Império Otomano (1921)
- Alfonso XIII da Espanha (1931)
- Farouk do Egito (1952)[23]
- Constantino II da Grécia (1967)
- Idris da Líbia (1969)[24]
- Mohammed Zahir Shah (1973)
- Haile Selassie I (1974)[25]
- Muhammad Reza Shah Pahlavi (1979)

## Bispos notáveis depostos
- Cirilo de Alexandria
- Cirilo Lucaris
- João Crisóstomo
- Nestório
- Fócio I de Constantinopla
- Antipapa Bento XIII
- Antipapa João XXIII
- Nove Bispos do Nonjuring Cisma
- Robert Duncan, VII Bispo de Pittsburgh
- Mark Lawrence, XIV Bispo da Carolina do Sul
- John-David Schofield, IV, o Bispo de San Joaquin